# Aeroméxico
Aerovías de México, SA de CV  hoạt động với tên gọi Aeroméxico (phát âm là  [a.eɾoˈmexiko]; cách điệu là AEROMEXICO), là hãng hàng không mang cờ  của Mexico, có trụ sở tại Thành phố México. Nó khai thác các dịch vụ theo lịch trình đến hơn 90 điểm đến  ở Mexico; Bắc, Nam và Trung Mỹ; Caribe, Châu Âu và Châu Á. Cơ sở và trung tâm chính của nó là ở Thành phố México, với các trung tâm phụ ở Guadalajara và Monterrey.  Trụ sở chính ở khu tài chính trên Paseo de la Reforma, trước đây ởtòa nhà riêng của nó nhìn ra Đài phun nước Diana the Huntress,  nhưng đã chuyển xuống đường vào năm 2017 để đến tháp Torre MAPFRE đối diện với Sở giao dịch chứng khoán Mexico  trong khi tòa nhà cũ bị phá bỏ và thay thế bằng một tòa nhà mới cao hơn nhiều tòa tháp.

## Điểm đến

### Thoả thuận chia sẻ thông tin
Aeroméxico liên danh với các hãng hàng không sau:
- Aeroflot
- Aerolineas Argentinas
- Air Europa
- Air France
- Alitalia
- Avianca
- China Airlines
- China Eastern Airlines
- Copa Airlines
- Czech Airlines
- Delta Air Lines (Đối tác liên doanh)
- El Al
- Garuda Indonesia
- Gol Transportes Aéreos
- Japan Airlines
- Kenya Airways
- KLM
- Korean Air
- Middle East Airlines
- Saudia
- TAROM
- Vietnam Airlines
- Virgin Atlantic
- WestJet
- XiamenAir

## Đội bay

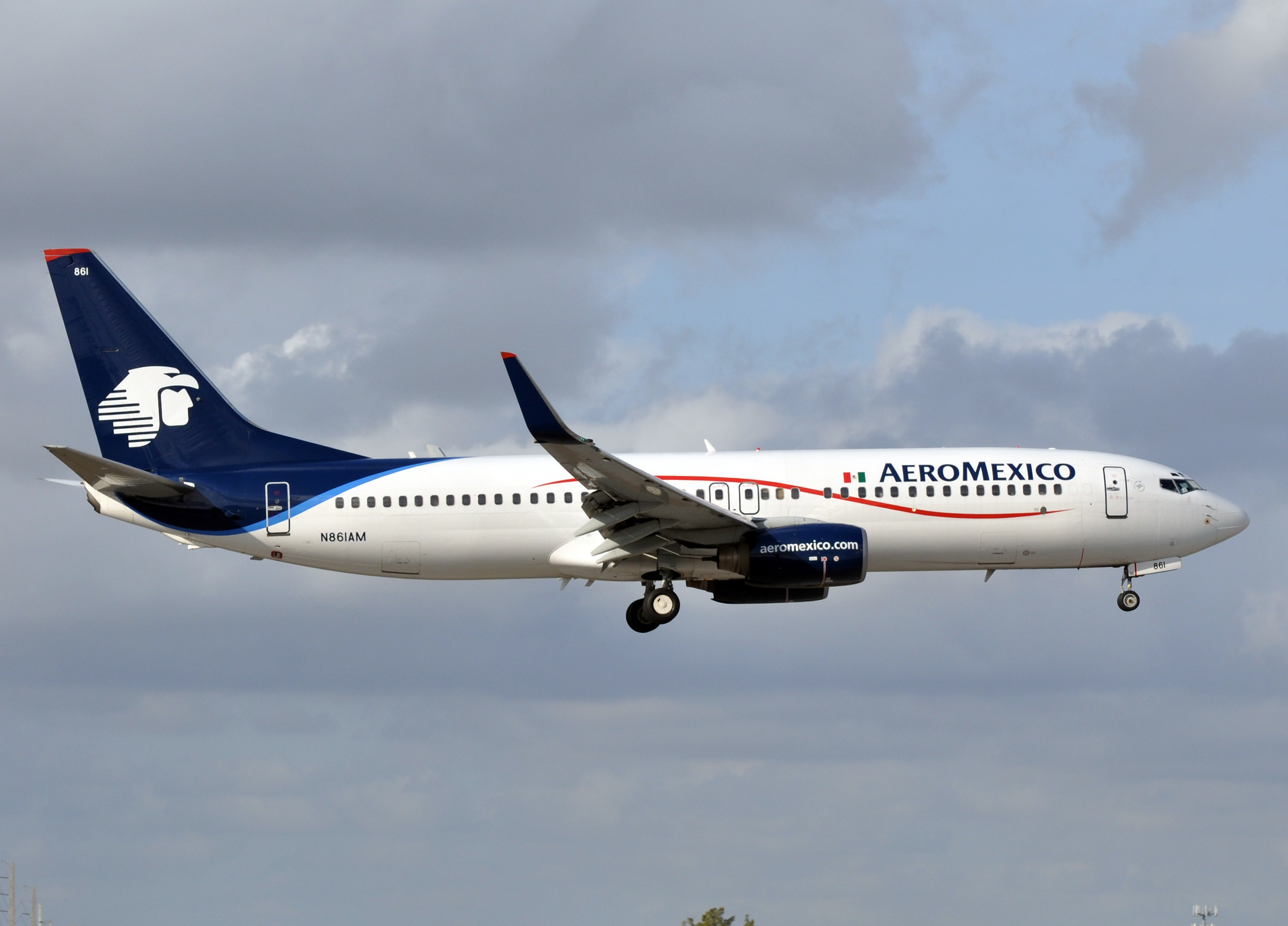
Một chiếc Boeing 737-800 của Aeroméxico

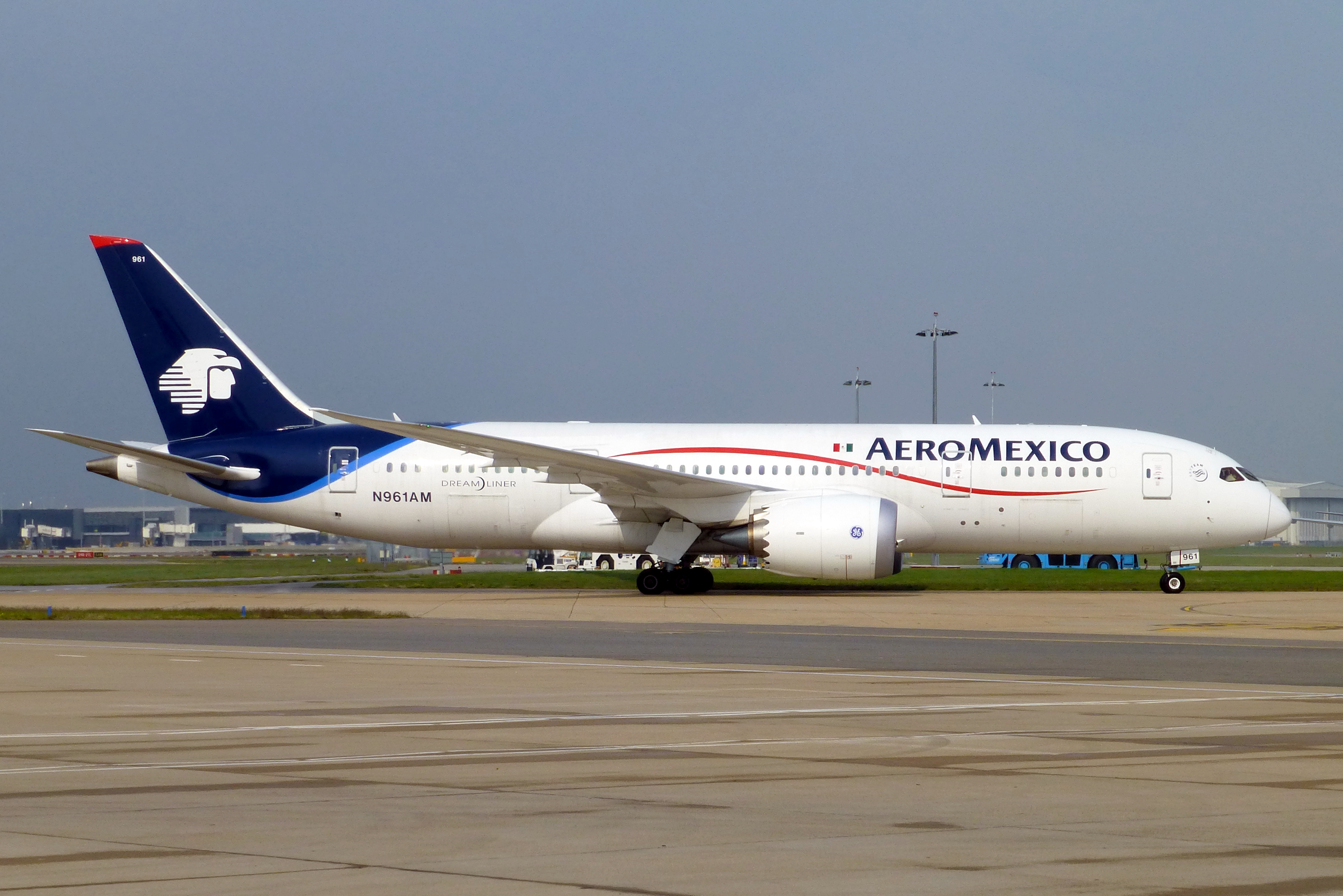
Một trong những chiếc Boeing 787-8 của Aeroméxico

| Máy bay          | Hạm đội | Đặt hàng | Hành khách | Hành khách | Hành khách | Hành khách | Ghi chú                                                                  |
| Máy bay          | Hạm đội | Đặt hàng | J          | Y+         | Y          | Total      | Ghi chú                                                                  |
| ---------------- | ------- | -------- | ---------- | ---------- | ---------- | ---------- | ------------------------------------------------------------------------ |
| Boeing 737-700   | 5       | —        | 12         | 18         | 94         | 124        |                                                                          |
| Boeing 737-800   | 37      | —        | 16         | 18         | 126        | 160        | Thiết bị Boeing NG với Sky Interior                                      |
| Boeing 737 MAX 8 | 12      | 24       | 16         | 18         | 132        | 166        | Bao gồm 12 máy bay bổ sung được công bố vào tháng 7 năm 2021.            |
| Boeing 737 MAX 9 | 6       | 24       | 16         | 18         | 147        | 181        | Bao gồm 12 máy bay bổ sung được công bố vào tháng 7 năm 2021.            |
| Boeing 787-8     | 8       | —        | 32         | 9          | 202        | 243        | N782AM được Giáo hoàng Phaxicô đặt tên là "Nhà truyền giáo của Hoà bình" |
| Boeing 787-9     | 10      | 4        | 36         | 27         | 211        | 274        | Một (XA-ADL) trong Quetzalcoatl livery.                                  |
| Total            | 78      | 28       |            |            |            |            |                                                                          |